# Autrichiens
Le substantif Autrichiens (allemand : die Österreicher) désigne, selon la constitution autrichienne, le droit du sol et le droit international, les citoyens de l'Autriche et eux seuls, indépendamment de leurs origines, langues et identités mais aussi, selon la définition ethnique, le droit du sang, l'appartenance linguistique, historique et culturelle, le groupe ethnique européen qui s'auto-désigne  comme Österreicher ; cette seconde définition n'inclut pas les minorités non-germanophones d'Autriche tels les Slovènes de Carinthie, et inclut les Autrichiens « de souche » dans un ensemble plus vaste, celui des « Allemands ethniques ».

## Anthropologie
À l'époque de l'empire d'Autriche, la population de celui-ci comprend quatre principaux groupes ethniques : les Slaves (16 870 900), les Allemands d'Autriche (6 750 000), les Magyars (4 850 000) et les Italiens (2 281 732). On y compte en outre 1 820 000 Valaques, Bulgares et Morlaques ; 485 000 juifs, 110 000 Bohémiens, 14 000 Arméniens, 4 000 Grecs et d'autres qui partagent avec les Slaves et les Italiens le statut de sujets défavorisés des Habsbourg.